# KoIGoRoMo / Eternal Snow
Singles de Yui Sakakibara
Tsurugi no Mai
(2009) Marionette
(2009)
KoIGoRoMo / Eternal Snow est le 16e single de Yui Sakakibara sorti sous le label LOVE×TRAX Office le 25 mars 2009 au Japon. Il arrive 96e à l'Oricon, il reste classé 1 semaine pour un total de 782 exemplaires vendus.
KoIGoRoMo a été utilisé comme thème d'ouverture pour le jeu vidéo Kemeko Deluxe! DS ~Yome to Meka to Otoko to Onna~ sur Nintendo DS, et Eternal Snow a été utilisé comme thème d'ouverture pour l'émission Anisong Purasu. Eternal Snow se trouve sur la compilation You♡I -Sweet Tuned by 5pb.-.

## Liste des titres
| 1. | KoIGoRoMo                   | 葉月みこ | Hamata Tomoyuki | 4:16 |
| 2. | Eternal Snow                | 吉野麻希 | Hamata Tomoyuki | 4:02 |
| 3. | KoIGoRoMo (Instrumental)    | 葉月みこ | Hamata Tomoyuki | 4:16 |
| 4. | Eternal Snow (Instrumental) | 吉野麻希 | Hamata Tomoyuki | 4:02 |